# Agnes Bernauer
Agnes Bernauer (o. 1410. – 12. listopada 1435.) (Agneza) bila je ljubavnica bavarskog plemića Alberta, sina vojvode Ernesta. Moguće je da se tajno udala za Alberta.
Njezin je otac navodno bio brijač-kirurg Kaspar Bernauer.
Pretpostavlja se da je Albert upoznao Agnes u veljači 1428. Odveo ju je u München.
S vremenom se Agnesino ponašanje mijenjalo, ili je možda oduvijek bila takva, ali je poznata činjenica da je svojom samouvjerenošću naljutila Albertovu sestru, groficu Beatricu. Ipak, Agnes je još neko vrijeme bila dio života dvora u Münchenu. Moguće je da se tajno udala za Alberta, a čini se i da su zajedno živjeli u dvorcu Blutenburg. Nije poznato jesu li imali djece.
Albertov otac nije odobravao vezu Agnes i Alberta. Odlučio je okončati ju. Dok je Albert jednom prilikom bio u lovu, Ernest je Agnes dao uhititi i optužiti ju da je vještica te je utopljena u Dunavu.
Albert je bio iznimno bijesan kad je saznao što se dogodilo te je otišao u Ingolstadt k Luju VII. Postojala je mogućnost da će doći do vojna sukoba između oca i sina, ali se to nije dogodilo te se Albert pomirio s ocem.
Ernest je – kako bi utješio sina – dao podići kapelu posvećenu Agnes.
Kralj Ludvig I. Bavarski je napisao pjesmu i posvetio ju Agnes.